# Везиме
Везиме (итал. Vesime) — коммуна в Италии, располагается в регионе Пьемонт, в провинции Асти.
Население составляет 683 человека (2008 г.), плотность населения составляет 51 чел./км². Занимает площадь 13 км². Почтовый индекс — 14059. Телефонный код — 0144.
Покровителем коммуны почитается святитель Мартин Турский, празднование 11 ноября.

## Демография
Динамика населения:

## Администрация коммуны
- Официальный сайт: http://www.comune.vesime.at.it